# Хвойный (Амурская область)
Хво́йный — посёлок в Зейском районе Амурской области России. Административный центр и единственный населённый пункт Хвойненского сельсовета.

## География
Посёлок находится на западном берегу Зейского водохранилища, на расстоянии 105 км к северо-востоку от города Зея, административного центра района. В 25 км севернее посёлка проходит Байкало-Амурская магистраль.
Посёлок Хвойный, как и Зейский район, приравнен к районам Крайнего Севера.

## Население
| 2002 | 2010 | 2012 | 2013 | 2014 | 2015 | 2016 |
| ---- | ---- | ---- | ---- | ---- | ---- | ---- |
| 396  | ↘264 | ↘252 | ↘248 | ↗258 | ↘256 | ↘251 |
| 2017 | 2018 | 2021 |      |      |      |      |
| ↘235 | ↘225 | ↘140 |      |      |      |      |